# خنجر عماني

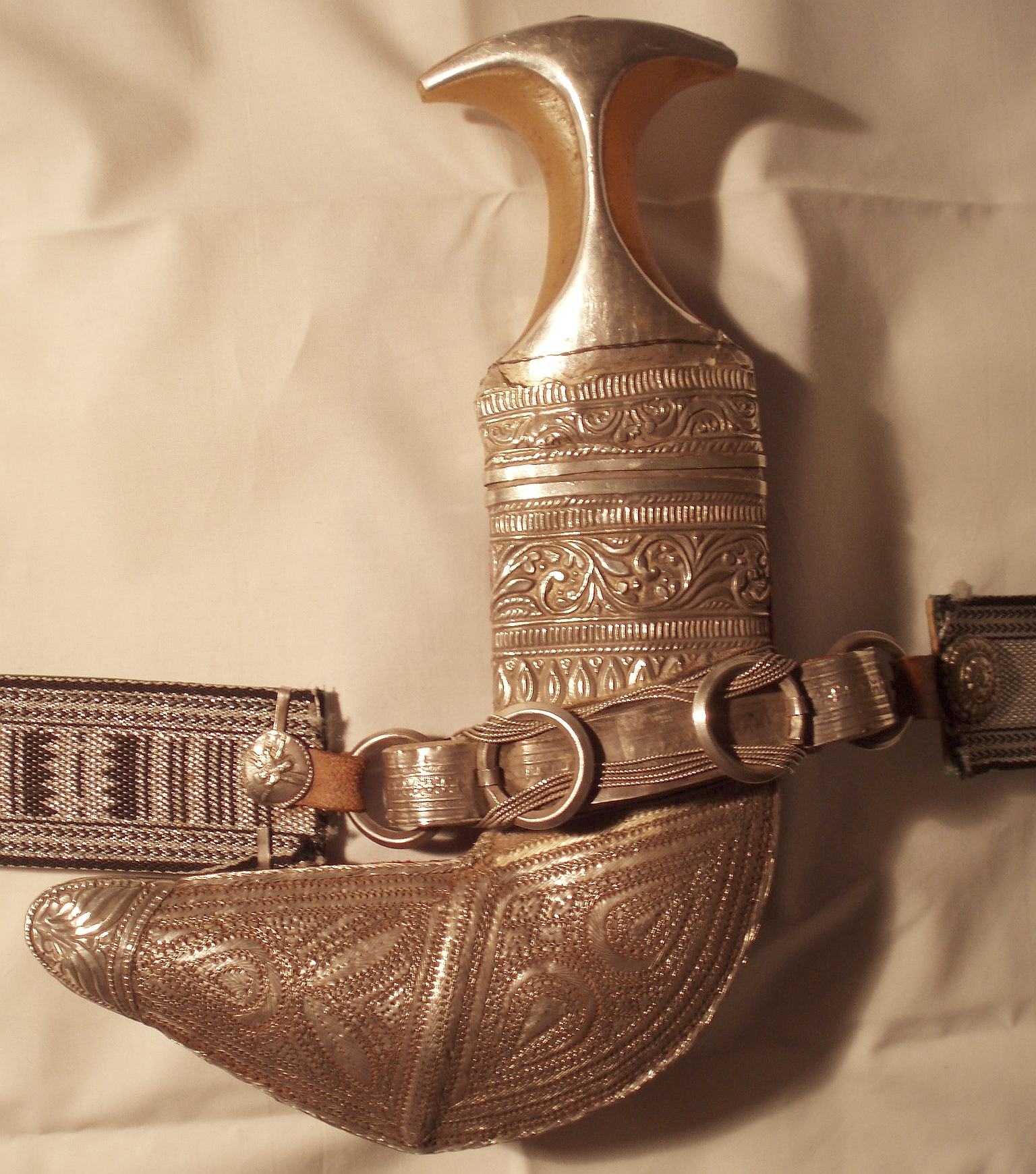
الخنجر العماني، المعروف أيضا باسم جنبية، 1924

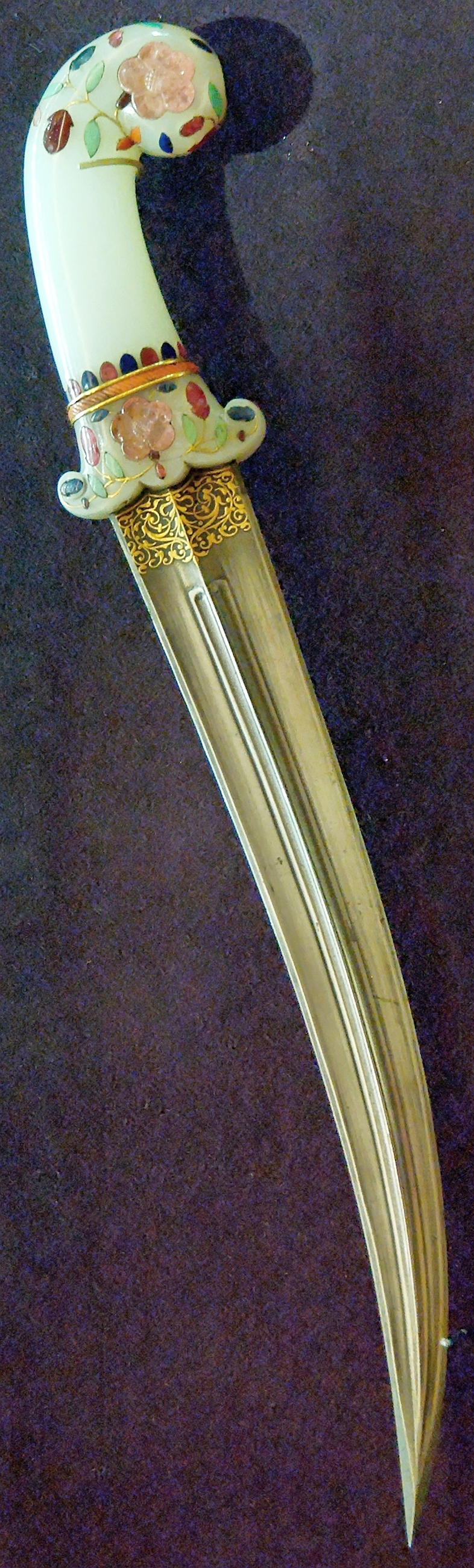
خنجر مغولي هندي مع قبضة المسدس على شكل مقبض، القرن السابع عشر.

الخنجر العماني هو خنجر تقليدي مصنوع من الفضة، ويمثل في سلطنة عمان جزءا من الزي الرسمي التقليدي في المناسبات المهمة. ولمكانته وأهميته يعد رمزًا وطنيًا للسلطنة.

## التاريخ
على الرغم من أنه من غير المعروف متى تم إنشاء الخنجر العماني لأول مرة، فقد تم العثور على المنحوتات الصخرية التي تجسد الخنجر على شواهد القبور الموجودة في الجزء الأوسط من منطقة رؤوس الجبال. وتم ذكره أيضًا في رحلة قام بها روبرت بادبروج من الجمهورية الهولندية، الذي سافر إلى مسقط في يونيو 1672. 

## الاستخدام والرمزية
يعد الخنجر العماني الشعار الوطني للبلاد حيث يوجد على العلم العماني، وفي الريال العماني، بجانب استخدامه أيضًا في شعارات عدد من المؤسسات الرسمية، وكذلك بعض الشركات التي تتخذ من عُمان مقراً لها. كما يعد من أهم الـتذكارات شعبية بين السياح التي يشترونها من الأسواق في جميع أنحاء المنطقة.

## التركيب والتصنيع
سيف منحني قصير الشكل يشبه الحرف اللاتيني "J" على شكل خطاف. يمكن تصنيعه من مجموعة متنوعة من المواد المختلفة،  وتشكل الفضة المادة الأكثر ظهورا في واجهة الخنجر، وعليها نقوش دقيقة ذات تفاصيل حرفية جمالية.

الشعار الوطني لسلطنة عمان يظهر فيه الخنجر في المركز

## تجاري
تم عرض الخنجر سابقًا بشكل بارز على الشعار  والطائرات  من الطيران العماني - الناقل الوطني في البلاد  - حتى تمت إزالته تحت علامة تجارية جديدة في عام 2008.  ويوضح شعار عمانتل أيضًا خنجرا منمقًا. تم الإبقاء عليه في شعار logotype بعد اندماج شركة الاتصالات مع شركة عمان موبايل في عام 2010.  علاوة على ذلك، فإن شركة العطور أمواج - المملوكة لسلطان عُمان وعائلته الملكية  - تدمج الخنجر في تصميم زجاجاتها. يشبه غطاء زجاجة العطر Gold for Men مقبض الخنجر، ويكمل غطاء Gold for Women الذي يشبه قبة مسجد روي. 

## روابط خارجية
- صور خنجر في Alain-Dailyphoto Blogspot
- بيان صحفي تبين خنجر في الطيران العماني شعار الصورة القديمة
- https://khanjar.om/Materials_ar.html